# Каменский, Иван Васильевич
Иван Васильевич Каменский (1807 — 1856) — русский военный и государственный деятель, генерал-майор.

## Биография
Выпускник Харьковского университета. Службу начал в марте 1821 года колонновожатым по квартирмейстерской части. С 1822 года прапорщик, с 1825 года подпоручик, с 1828 года поручик. Принимал участие в русско-турецкой войне (1828—1829). В июне 1828 года был вожатым Николая I из лагеря при Карсе для обозрения крепости Кюстенджи. С сентября 1828 года старший адъютант Главного штаба 2-й армии. С 1829 года штабс-капитан, в 1830 году переведен адъютантом к графу Палену в Преображенский полк. С 1831 года за отличие в битве при Остроленке назначен капитаном. С 1832 года начальник третьего отделения канцелярии Главного штаба, с апреля 1834 года полковник. В 1838 году был начальником экономической съемки в округах военного поселения Киевской и Подольской губерний. В феврале 1840 года уволен по болезни от службы генерал-майором с мундиром и пенсией.
В 1844—1848 годах занимал должность военного губернатора в Житомире и гражданского волынского губернатора. В апреле 1848 года был переведён на ту же должность в Костромскую губернию и занимал её по 28 февраля 1852 года. Каменский был резок и скор на расправу. Из Волынской губернии он был удалён за рукоприкладство в отношении вице-губернатора. Поэтому не только по созвучию имен, но и за свой характер он получил прозвище «Иван Грозный». Взяточники его боялись как огня. С самого начала он заявил о себе как искоренителе всякой неправды. Орудием расправы были его кулаки.
Умер на мызе Келлитц в Лифляндской губернии 11 июня 1856 года[по какому календарю?].

## Семья
Жена —  Елизавета Валентиновна Аненнкова (19.04.1810—20.10.1893), дочь отставного капитана Валентина Егоровича Анненкова и племянница генерала Владимира Анненкова. Имела родовое имение в Обоянском уезде Курской губернии. Похоронена на Казанском кладбище в Царском селе рядом с дочерью. Дети:
- Василий (1837—1907), похоронен на Ваганьковском кладбище в Москве.
- Елизавета (25.07.1838—01.03.1903), первом браке Анненкова, во втором (с 27.10.1878 года; Вена) за тайным советником Е. Ф. Винбергом (1830—1894).

## Награды
- Награждён орденом Св. Станислава 2-й и 1-й степени (1836 и 1847).
- Награждён орденом Св. Георгия 4-й степени (№ 7936; 26 ноября 1848).
- Награждён орденом Св. Анны 3-й степени с бантом (17 января 1829).
- Награждён орденом Св. Анны 2-й степени с короной (1831 и 1832)
- Награждён орденом Св. Анны 1-й степени (6 декабря 1850)
- Награждён орденом Св. Владимира 4-й степени (22 марта ноября 1830).
- Награждён орденом «Virtuti militari» 4-й степени.